# AWS Graviton
AWS Graviton és una família de CPU basades en ARM de 64 bits dissenyades per la filial d'Amazon Web Services Annapurna Labs. La família de processadors es distingeix pel seu menor ús d'energia en relació amb x86-64, velocitats de rellotge estàtiques i omissió de multithreading simultània. Va ser dissenyat per integrar-se estretament amb servidors i centres de dades AWS i no es ven fora d'Amazon.
La primera versió es va anunciar a l'esdeveniment per a clients d'AWS, re:Invent 2018. La segona generació, AWS Graviton2, es va anunciar el desembre de 2019. AWS afirma que Graviton2 ofereix fins a un 40% de preu/rendiment millorat respecte a les instàncies M5, C5 i R5 de la mateixa generació i una reducció mitjana del 72% en el consum d'energia.

## Origen
El primer producte de silici d'Annapurna Labs llançat sota el paraigua d'AWS va ser el maquinari AWS Nitro i l'hipervisor de suport el novembre de 2017. Després de Nitro, Annapurna va començar a desenvolupar CPU de propòsit general utilitzant la seva experiència.
Els avantatges previstos per AWS incloïen:
- Oferint més opcions pel que fa a la selecció d'instàncies EC2 per als clients
- Orientació a aplicacions basades en Arm
- Oferint alta disponibilitat i seguretat, alhora que es redueixen els costos de virtualització
- Oferint un rendiment decent del servidor amb preus més baixos per als clients

El primer processador Graviton va assolir aquests objectius. Graviton2 ara ofereix un millor rendiment en comparació amb X86-64: un 35% més ràpid amb Redis, un 30% més ràpid amb Apache Cassandra, i fins a un 117% més de rendiment per a MongoDB. A més d'un major rendiment, Graviton ofereix un consum d'energia un 70% més baix i un preu un 20% més baix.

## Gravitó
La primera CPU Graviton té 16 nuclis Cortex A72, amb ARMv8-A ISA que inclou Neon, crc, crypto. Les vCPU són nuclis físics en un únic domini NUMA, que funcionen a 2,3 GHz. També inclou l'acceleració de maquinari per a les matemàtiques de coma flotant, SIMD, més els algorismes AES, SHA-1, SHA-256, GCM i CRC-32.
Només la instància A1 EC2 conté la primera versió de Graviton.

## Gravitó 2
La CPU Graviton2 té 64 nuclis Neoverse-N1, amb ARMv8.2-A ISA que inclou 2 × 128 bits Neon, LSE, fp16, rcpc, dotprod, crypto. Les vCPU són nuclis físics en un únic domini NUMA, que funcionen a 2,5 GHz.
Instàncies EC2 amb CPU Graviton2: M6g, M6gd, C6g, C6gd, C6gn, R6g, R6gd, T4g, X2gd, G5g, Im4gn, Is4gen, I4g. Una o més d'aquestes instàncies estan disponibles a 28 regions d'AWS.

## Gravitó 3
La CPU Graviton3 té 64 nuclis Neoverse-V1, amb ARMv8.4-A ISA que inclou Neon de 4x128 bits, LSE, SVE de 2x256 bits, rng, bf16, int8, crypto. Organitzades en un únic domini NUMA, totes les vCPU són nuclis físics que funcionen a 2,6 GHz.
Graviton3 ofereix un rendiment informàtic fins a un 25% millor, un rendiment de coma flotant fins a 2 vegades més, un rendiment de càrrega de treball criptogràfic fins a 2 vegades més ràpid, un rendiment fins a 3 vegades millor per a càrregues de treball d'aprenentatge automàtic, inclòs el suport per a bfloat16 i un 50% més d'amplada de banda de memòria en comparació als processadors AWS Graviton2. Les instàncies basades en Graviton3 utilitzen fins a un 60% menys d'energia per al mateix rendiment que les instàncies EC2 comparables.
Graviton3E és una versió de més potència de Graviton3.
Instàncies EC2 amb CPU Graviton3: C7g, M7g, R7g.
Instàncies EC2 amb CPU Graviton3E: C7gn, HPC7g.